# A Sapataria Portuguesa
A Sapataria Portuguesa: jornal profissional interessando a indústria do calçado, e as outras que lhe são relativas, publicou-se entre 1890 e 1894 sob a tutela da Associação Industrial dos Lojistas de Calçado com vista à modernização do setor (facto já ocorrente noutros países europeus). O seu proprietário e principal redator Manuel Gomes da Silva, era proprietário de um importante estabelecimento de sapataria, na Rua dos Fanqueiros, e portanto interessado na inovação da indústria sapateira. A acompanhá-lo na edição e secretariado do jornal estão, respetivamente, Manuel Luís da Cruz e o secretário Vítor Gomes.